# År og dag
År og dag betyder i retssprog en periode på et år og seks uger. I ældre tid betegnede det en periode på et år og en dag. Ifølge Christian 5.s Danske Lov havde et tidsrum af et år og seks uger retlig betydning, fordi det ofte benyttedes som en frist, inden hvilken visse skridt skulle foretages, for at en given ret kunne bevares. Fristen havde f.eks. betydning som forældelsesfrist for ejers krav på hitte- og strandingsgods, dommes eksekutionskraft og kreditorers krav.